# Hugo von Schuckmann
Hugo Karl Friedrich von Schuckmann (* 4. Januar 1848 in Viecheln (heute Behren-Lübchin); † 7. Dezember 1931 in Berlin-Wilmersdorf) war ein deutscher Vizeadmiral der Kaiserlichen Marine.

## Leben

### Herkunft
Seine Eltern waren Friedrich Carl Ferdinand von Schuckmann (1802–1874) und Friedrike von Bülow (1810–1881). Sie war Tochter des Regierungsrates und Besitzers des Gutes Viecheln Ernst von Bülow (1765–1849) und dessen zweiter Ehefrau Friedrike von Lowtzow. Der Vater war bis 1835 Besitzer des kleinen Guts in Wendorf bei Möllenhagen, dann durch Erbe über seine Frau Gutsherr in Viecheln. Hugo von Schuckmann hatte mehrere Brüder. Der älteste Bruder Friedrich Karl Christof von Schuckmann (1834–1901) war kgl. preuß. Oberstleutnant und der zweitälteste Bruder Karl von Schuckmann (1835–1915) wurde ghzgl. meckl. Kammerpräsident. Der Bruder August von Schuckmann (1839–1914) war zuletzt kgl. preuß. Major, Bruder Wilhelm von Schuckmann (1849–1927) dagegen Kapitän der Norddeutschen Lloyd.

### Werdegang
Hugo von Schuckmann trat am 24. April 1865 in die preußische Marine ein. Als Kapitänleutnant (Beförderung am 19. September 1876) war er von November 1878 bis zur Außerdienststellung im Mai 1881 Kommandant der Cyclop. Als Korvettenkapitän (Beförderung am 16. August 1883) war er vom 1. Juli 1884 bis 31. Juli 1884 Kommandant der Victoria.Vom 19. Januar 1885 bis November 1886 war er Kommandant der Habicht. In dieser Funktion war er Vertreter vom Chef des Westafrikanischen Geschwaders, Konteradmiral Eduard Knorr. 1888 war er Ausrüstungsdirektor der Werft in Wilhelmshaven. 1889 wurde er zum Reichsmarineamt kommandiert. Am 4. Februar 1890 wurde er zum Kapitän zur See befördert. Mit der erneuten Indienststellung vom 2. Mai 1890 bis 30. September 1890 war er Kommandant der Bayern, welche er von 30. April 1891 bis 20. September 1891 erneut übernahm. Ab September 1890 war er zum Mitglied der Schiffs-Prüfungskommission ernannt worden und blieb dies auch mit der zweiten Kommandoübernahme der Bayern 1891. Von Januar 1892 bis zur letztendlichen Außerdienststellung im Oktober 1892 war er Kommandant der Kronprinz. Zum 29. September 1892 übernahm er das Kommando über die I. Matrosen-Division. Im Juli 1894 gab er das Kommando ab und übernahm von Oskar von Schuckmann das Kommando über die Stosch, welche er bis September 1895 innehatte. Am 16. November 1898 wurde er als Oberwerftdirektor der Werft in Wilhelmshaven zum Konteradmiral befördert.
Als 1901 eine aktive Reserve-Division aufgestellt wurde, wurde von Schuckmann deren Chef.
Bis zum Jahr 1894 hatte er u. a. den Roten Adlerorden, 3. Klasse mit der Schleife, den Kronen-Orden, 3. Klasse, das Ritterkreuz des italienischen St. Mauritius- und Lazarus-Orden, den St. Annen-Orden, 2. Klasse, das Kommandeur-Kreuz des norwegischen Orden des heiligen Olafs, den türkischen Medjidie-Orden, 4. Klasse, verliehen bekommen und war Offizier des tunesischen Orden des Ruhmes.
Am 18. Oktober 1899 trug er sich gemeinsam mit anderen militärischen Ehrengästen in das Goldene Buch der Stadt Hamburg ein.

### Familie
Am 2. Oktober 1883 heiratete er in Bremen Helene Gruner (1858–1914), geboren in St. Thomas-Westindien, Tochter des Großkaufmanns und Konsuls Friedrich Wilhelm Gruner und der Clementine von Lindeman. Ihr Sohn Hans-Hugo (1884–1959) verheiratet mit Marie-Etha Hoffmann, zwei Kinder, veröffentlichte als stellv. Vorsitzender und Schriftführer des Familienverbandes zwischen 1932 und 1937 die Stammtafeln derer von Schuckmann und wurde später Oberst der Wehrmacht. Der Enkel Manfred von Schuckmann, Oberfähnrich zur See, Offizier der Handelsmarine, ist 1952 mit dem Motorschiff Melanie Schulte untergegangen.